# Contea di Carpentaria
La contea di Carpentaria è una Local Government Area che si trova nel Queensland. Essa si estende su una superficie di 64.372,7 chilometri quadrati e ha una popolazione di 2.053 abitanti. La sede del consiglio si trova a Normanton.